# ノーストリリア (企業)
合資会社ノーストリリア（英語表記：Norstrilia CorporationまたはNorstrilia Limited Partnership）は、コンピュータゲームおよび音楽、CG映像の企画・制作・コンサルティングを業務とする日本の会社である。
作曲家、ゲームプロデューサーの菊田裕樹によって2001年3月に設立された。菊田が製作したサウンドトラック・オリジナル音楽作品を発売するレーベルとしても機能している。社名の由来はコードウェイナー・スミスのSF小説『ノーストリリア』。

## 主な実績

### 音楽CD出版
LOST FILES（NSLCD-0001／アルバム／2006年3月17日）
作曲・演奏：菊田裕樹
天人草奇譚（NSLCD-0002／マキシシングル／2006年8月17日）
ボーカル・芝居：桜庭わかな　作曲・演奏：菊田裕樹
海神記（NSLCD-0003／マキシシングル／2006年12月31日）
作曲・演奏：菊田裕樹
Alphabet Planet（NSLCD-0004／NSLCD-0005／2枚組アルバム／2007年8月10日）
作曲・演奏：菊田裕樹
CONCERTO: the extraordinary world of concerto gate（NSLCD-0006／アルバム／2008年2月27日）
作曲・演奏：菊田裕樹
『コンチェルトゲート』サウンドトラック
IN THE SKY ON THE WATER（NSLCD-0007／アルバム／2008年10月6日）
ボーカル：rie kito　作曲・演奏：菊田裕樹
『そらのいろ、みずのいろ』サウンドトラック
LOVE RELAXATION（NSLCD-0008／アルバム／2008年11月4日）
ボーカル：加納薫　作曲・演奏：菊田裕樹
『さくらリラクゼーション』サウンドトラック
NICE LIFE AS WIFE（NSLCD-0009／アルバム／2008年11月4日）
ボーカル：中山♡マミ　作曲・演奏：菊田裕樹
『に〜づまはセーラー服』サウンドトラック

### そのほか
- MMORPG『超武侠大戦』企画・音楽（著作：ディー・クルーズ、ノーストリリア、アメディオ、スクウェア・エニックス／未発売）
- TVアニメ『あかほり外道アワーらぶげ』オフィシャルサイト制作（2005年）
- クリエイター向け情報サイト「CG-Online」連載コラム「ノーストリリア通信」（全6回）